# Фикус лира
Фикус лира (Ficus lyrata) е вид цъфтящо растение от семейство Черничеви. То е родом от Западна Африка, от Камерун на запад до Сиера Леоне, където расте в равнинни тропически гори. Може да нарасне до 12 – 15 м височина.

## Етимология
Листата на Ficus lyrata са лировидни, което означава, че приличат на лира.

## Описание
Листата са с различна форма, но често с широк връх и тясна среда, дълги до 45 см и широки 30 см (макар и обикновено по-малки) с кожена текстура, изпъкнали вени и вълнообразен ръб.
Плодът е зелена смокиня с диаметър 2,5 – 3 см.

## Отглеждане
Фикус лира е декоративно дърво, разпространено широко в субтропичните и тропическите градини, а също така се отглежда като стайно растение в райони с умерен климат, където обикновено остава по-кратко и не цъфти или плододава. Изисква непряка естествена светлина. Издръжлив е до 10 °C, така че екземплярите могат да се оставят навън през топлите периоди.
Това растение е печелило наградата за градински заслуги на Кралското градинарско дружество.

## Употреба
Фикус лира е популярно декоративно дърво и стайно растение, най-вече благодарение на характерните си големи листа.